# 김동문 (프로게이머)
김동문(1984년 10월 15일~ )은 이스트로 게임단 소속의 대한민국의 전직 워크래프트 III 프로게이머였다. 아이디는 GoStop이며, 사용하는 종족은 언데드이다. 거미를 닮은 언데드 종족의 유닛인 크립트 핀드를 잘 활용하는 플레이로 “거미 대마왕”이라는 별명을 얻었다. 2006년 WCG에 국가대표로 선발되어 출전한 적이 있었으며, 2007년 MBC GAME의 Warcraft III World War 리그에 참여했다. 2008년 은퇴하였다.

## 주요 수상 경력
- 2005년 WEG 2005 시즌2 워크래프트3 준우승
- 2005년 한중e스포츠대회(CKCG) 워크래프트3 준우승
- 2005년 WEG 2005 시즌3 워크래프트3 준우승
- 2006년 IEF 2006 준우승